# Seven (azienda)
La Seven S.p.A. è una azienda italiana produttrice di borse e zaini (marchi Seven, Invicta, Yub, Hoy), con sede a Leini appartenente alla città metropolitana di Torino.

## Storia
Negli anni Sessanta, Pasquale Di Stasio, ciabattino di Montefalcone di Valfortore (BN), apre a Torino la sua prima bottega, la "Casa della Borsa" in cui cominciano a lavorare nel tempo anche i figli. La svolta avviene nel 1973: da bottega artigiana ad azienda con sede a Leinì, inizialmente con il nome di Euroborse dei Flli Di Stasio. L'impresa si specializza nella realizzazione di borse sportive e per il tempo libero, producendo anche per altri marchi come Converse, Panatta, Tacchini.
Nel 1981 l’azienda cambia il proprio nome e nasce Seven che in lingua inglese significa "sette", come il numero dei fratelli Di Stasio, dei quali però solo 5 proprietari dell'azienda guidata da Bruno Di Stasio. Dallo stesso anno viene affiancata alle borse sportive la produzione di zaini per la montagna e in seguito anche di zainetti per la scuola. Adottando una politica pubblicitaria aggressiva nel mondo scolastico, riesce rapidamente a crescere, passando da 500 milioni di lire di fatturato del 1987 ai 14 miliardi del 1993. Nel 1998 raggiunge la leadership nel settore con ricavi che superano i 50 miliardi di lire e toccano nel 2000 i 36 milioni di euro.  In seguito vengono fondate filiali in Spagna, Romania e Hong Kong.
Nel 2006 la Seven acquista la sua principale concorrente Invicta da Diadora per circa trenta milioni di euro, rafforzando così la sua posizione nel mercato italiano e internazionale degli zaini. Inoltre investe una ventina di milioni per la nuova sede (67.000 metri quadrati) di Leinì e rafforza la leadership negli zainetti per la scuola con il 60% del mercato.
Il 7 dicembre 2017 muore Pasquale Di Stasio, il fondatore dell'azienda, all'età di 89 anni.
Nel settembre 2018, con l'obiettivo di crescere sui mercati internazionali puntando sul lusso e raggiungere i 100 milioni di ricavi in 5 anni, i fratelli Di Stasio decidono di fare entrare nel capitale un socio finanziario, la Green Arrow Capital sgr, fondo di investimenti presieduto da Luisa Todini e guidato da Eugenio de Blasio. Nell'operazione, del valore di 70 milioni, il fondo avrà il 55% della Seven, Bruno Di Stasio (a lui il ruolo di presidente con deleghe su amministrazione e finanza) e Roberto avranno il 10% ciascuno, Aldo Di Stasio (responsabile delle strategie di sviluppo del gruppo) avrà il 25%. Dopo 45 anni di lavoro usciranno invece dall’assetto societario gli altri due fratelli.